# Euphorbia rhytidosperma
Euphorbia rhytidosperma är en törelväxtart som beskrevs av Pierre Edmond Boissier och Benedict Balansa. Euphorbia rhytidosperma ingår i släktet törlar, och familjen törelväxter. Inga underarter finns listade i Catalogue of Life.